# فاگور
فاگور (انگلیسی: Fagor) شرکت تولید صنعتی اسپانیایی است، که در سال ۱۹۵۶ تأسیس شد.